# شبابنا المزهر
شبابنا المزهر (بالكورية: 청춘월담)؛ هو مسلسل تلفزيوني كوري جنوبي، من بطولة بارك هيونغ سيك و جيون سو ني. عرض على قناة تي في إن في 6 فبراير الى 11 ابريل 2023 ، بث كل يوم الاثنين والثلاثاء الساعة 20:50 (KST).

## القصة
ولي العهد الذي يتعرض للعنة غامضة وفتاة عبقرية تم تحديدها على أنها متهمة في جريمة قتل عائلتها.

## طاقم

### رئيسي
- بارك هيونغ شيك في دور لي هوان[5]

ولي العهد والوحيد الذي يحمل سر لعنة غامضة.
- جيون سو ني في دور مين جاي-يي[5]

فتاة عبقرية ولديها مهارات قتالية تسعى وراء الحقيقة بينما تم تأطيرها بقتل عائلتها.
- بيو يي-جين في دور جا رام[7]

صديقة مين جاي يي الوحيدة.
- يون جونغ سيوك في دور هان سيونغ أون[7]

صديق لي هوان وخطيب مين جاي يي.
- لي تاي سون في دور كيم ميونغ جين[7]

أفضل شخص في جوسون درس كل شيء في العالم.

### داعم
- جونغ إن جيوم في دور العراف مو جون[8]
- جونغ وونغ إن في دور تشو وون بو[9]
- سون بيونغ هو في دور كيم أن جيك[10]
- لي جونغ هيوك في دور الملك[9]
- اي مين-جي في دور بوك سون[11]
- هونغ سو هيون في دور المحظية الملكية جيي بي[9][12]
- هيو وون سيو في دور تاي غانغ[13]

- كيم كي دو في دور مان دوك[14]
- ايم هان بن في دور الامير الاكبر لميونغان[15]
- سون كوانغ إيوب في دور سو ناي كوان[16]
- يون يي هي[17]
- يون دا إن[18]

## المشاهدات
| الموسم | الموسم | رقم الحلقة | رقم الحلقة | رقم الحلقة | رقم الحلقة | رقم الحلقة | رقم الحلقة | رقم الحلقة | رقم الحلقة | رقم الحلقة | رقم الحلقة | رقم الحلقة | رقم الحلقة | رقم الحلقة | رقم الحلقة | رقم الحلقة | رقم الحلقة | رقم الحلقة | رقم الحلقة | رقم الحلقة | رقم الحلقة | المتوسط     |
| الموسم | الموسم | 1          | 2          | 3          | 4          | 5          | 6          | 7          | 8          | 9          | 10         | 11         | 12         | 13         | 14         | 15         | 16         | 17         | 18         | 19         | 20         | المتوسط     |
| ------ | ------ | ---------- | ---------- | ---------- | ---------- | ---------- | ---------- | ---------- | ---------- | ---------- | ---------- | ---------- | ---------- | ---------- | ---------- | ---------- | ---------- | ---------- | ---------- | ---------- | ---------- | ----------- |
|        | 1      | 852        | 797        | 786        | 755        | 769        | 701        | 694        | 722        | 640        | 697        | 791        | 806        | 787        | 787        | 812        | 693        | 785        | 741        | 743        | 1015       | ستُعلن لاحقًا |

| الحلقات | تاريخ البث     | تقييمات "نيلسن كوريا" | تقييمات "نيلسن كوريا" |
| الحلقات | تاريخ البث     | على الصعيد الوطني     | سيئول                 |
| ------- | -------------- | --------------------- | --------------------- |
| 1       | 6 فبراير 2023  | 4.219%                | 5.012%                |
| 2       | 7 فبراير 2023  | 3.572%                | 4.295%                |
| 3       | 13 فبراير 2023 | 3.717%                | 4.454%                |
| 4       | 14 فبراير 2023 | 3.619%                | 4.237%                |
| 5       | 20 فبراير 2023 | 3.556%                | 4.183%                |
| 6       | 21 فبراير 2023 | 3.374%                | 3.696%                |
| 7       | 27 فبراير 2023 | 3.356%                | 4.021%                |
| 8       | 28 فبراير 2023 | 3.607%                | 4.385%                |
| 9       | 6 مارس 2023    | 3.287%                | 3.711%                |
| 10      | 7 مارس 2023    | 3.413%                | 3.754%                |
| 11      | 13 مارس 2023   | 3.598%                | 4.007%                |
| 12      | 14 مارس 2023   | 3.651%                | 4.144%                |
| 13      | 20 مارس 2023   | 3.789%                | 4.351%                |
| 14      | 21 مارس 2023   | 3.825%                | 4.332%                |
| 15      | 27 مارس 2023   | 3.785%                | 4.201%                |
| 16      | 28 مارس 2023   | 3.242%                | 3.436%                |
| 17      | 3 ابريل 2023   | 3.869%                | 4.286%                |
| 18      | 4 ابريل 2023   | 3.830%                | 4.628%                |
| 19      | 10 ابريل 2023  | 3.740%                | 4.016%                |
| 20      | 11 ابريل 2023  | 4.877%                | 5.596%                |
| متوسط   | متوسط          | —                     | —                     |

## الإنتاج
المسلسل من كتابة جيونغ هيون جيونغ من أعمالها سلسلة "احتاج الرومانسية"، اكتشاف الرومانسية (2014)، الرومانسية هي كتاب مكافأة (2019)، الحب في المدينة (2020). ومن تخطيط تي في ان واستوديو دراغون وانتاج من قبل ستوري بيكتشرز ميديا.

## روابط خارجية
- الموقع الرسمي
 (بالكورية)
- شباب ، تسلقوا الحاجز على موقع IMDb (الإنجليزية)
- شباب ، تسلقوا الحاجز على موقع فيلمافينيتي (الإسبانية)
- شباب ، تسلقوا الحاجز على موقع قاعدة بيانات الفيلم (الإنجليزية)
- شبابنا المزهر على هانسينما